# Ewald von Kleist
Paul Ludwig Ewald von Kleist (Braunfels, 8 de agosto de 1881 – Vladimir, 13 de novembro de 1954) foi um general-marechal de campo alemão durante a Segunda Guerra Mundial, havendo-se destacado como um dos principais comandantes da Wehrmacht naquele conflito. Os momentos mais importantes de sua carreira, inclusive os que lhe valeram a promoção ao posto de Marechal de Campo, ocorreram em momentos de quase-derrota ou retirada.